# Anda Čakša
Anda Čakša (ur. 11 lipca 1974 w Siguldzie) – łotewska lekarka, menedżer służby zdrowia i polityk, posłanka na Sejm, w latach 2016–2019 minister zdrowia, od 2022 do 2025 minister oświaty i nauki.

## Życiorys
W 1999 ukończyła studia medyczne na Łotewskiej Akademii Medycznej. Później specjalizowała się na Uniwersytecie Stradiņša w Rydze w zakresie anestezjologii i intensywnej terapii. Kształciła się także z zarządzania w służbie zdrowia. W latach 1999–2002 pracowała na macierzystej uczelni, następnie do 2005 była zatrudniona w Uniwersyteckim Dziecięcym Szpitalu Klinicznym. W latach 2011–2016 pełniła funkcję dyrektora tej placówki, w międzyczasie zatrudniona w sektorze prywatnym. Od 2014 do 2016 zasiadała jednocześnie w zarządzie uniwersyteckiego szpitala klinicznego w Rydze, a w 2016 była również doradcą ministra zdrowia.
W czerwcu 2016 z rekomendacji Związku Zielonych i Rolników objęła stanowisko ministra zdrowia w rządzie Mārisa Kučinskisa. W wyborach w 2018 z ramienia ZZS uzyskała mandat posłanki na Sejm XIII kadencji. W styczniu 2019 zakończyła pełnienie funkcji rządowej. W tym samym roku przystąpiła do partii Jedność. Z jej ramienia w 2022 z powodzeniem ubiegała się o poselską reelekcję.
W grudniu 2022 została ministrem oświaty i nauki w nowo powołanym drugim gabinecie Artursa Krišjānisa Kariņša. Pozostała na tej funkcji również w utworzonym we wrześniu 2023 rządzie Eviki Siliņi; zakończyła urzędowanie w lutym 2025.